# Pop Fiction
Pop Fiction is een Amerikaans televisieprogramma bedacht door Ashton Kutcher. De Amerikaanse televisiezender E! zendt het programma sinds 9 maart 2008 uit. Kutcher heeft voor Pop Fiction samen met een aantal bekendheden gebeurtenissen in het geheim in scène gezet, om te zien hoe makkelijk en hoe veel paparazzi er onzinverhalen over zouden schrijven.
Onder meer Paris Hilton en Avril Lavigne werkten mee aan het programma. Hilton liet zich daarvoor verschillende keren in het openbaar zien in gezelschap van een als goeroe geklede man met gewaad en tulband. Lavigne liep een tijd rond met een nepbuik om te suggereren dat ze zwanger zou zijn.

## Bas van Toor
De Nederlander Bas van Toor, bekend van Bassie en Adriaan, haalde in september 2008 een streek uit die exact binnen het format van Pop Fiction had gepast. Samen met zorgverzekeraar Ohra hielp hij anoniem geruchten de wereld in dat ene Sandra K. beweerde zwanger van hem te zijn. Zij zou een vaderschapstest van hem eisen en Van Toor zou daarin toegestemd hebben. Nadat onder meer RTL Boulevard en roddelblad Privé dit als nieuws hadden gebracht, onthulde Ohra in een reclamespot op televisie dat het een publiciteitsstunt was geweest. In het spotje komt het zogenaamde kind van clown Bassie ter wereld, een baby met oranje piekhaar en een rode clownsneus. Sandra K. bestond niet.
Albert Verlinde (RTL Boulevard) voerde als verzachtende omstandigheid aan dat aan de telefoon tegen hem was gelogen door Bas' broer Adriaan van Toor. Evert Santegoeds (Privé) had geen contact gehad met directbetrokkenen voor hij een verhaal publiceerde.